# Brizuela-Nunatak
Der Brizuela-Nunatak (spanisch Nunatak Brizuela) ist ein Nunatak an der Oskar-II.-Küste des Grahamlands auf der Antarktischen Halbinsel. Er ragt auf der Jason-Halbinsel auf.
Argentinische Wissenschaftler benannten ihn. Der weitere Benennungshintergrund ist nicht hinterlegt. Mögliche Namensgeber sind Alberto Brizuela, der am 15. September 1976 beim Absturz einer Lockheed P-2 Neptune am Mount Friesland auf der Livingston-Insel als eines von 11 Besatzungsmitgliedern ums Leben gekommen war, oder Roberto Brizuela, der 1967 zur Winterbesetzung auf der Orcadas-Station von Laurie Island gehört hatte.